# Лесовое (Рокитновский район)
Лесовое — село на Украине, в Рокитновском районе Ровненской области.
Население составляет 280 человек.
Расположено около реки Берест в 105 км к северо-востоку от Ровно.
Железнодорожная станция на линии Сарны-Киев.

## История
В 1946 г. Указом Президиума ВС УССР хутор Свинное переименован в Лесовый.

## Культура, образование, спорт
В Лесном есть одна общеобразовательная школа I степени.